# Tom Lockyer
Tom Lockyer, né le 3 décembre 1994 à Cardiff, est un footballeur international gallois qui évolue au poste de défenseur à Luton Town.

## Biographie

### En club
À l'issue de la saison 2018-2019, il est libéré par Bristol Rovers.
Le 28 juin 2019, il rejoint Charlton Athletic.
En 2020, il est transféré à Luton Town. Le 16 décembre 2023, lors d'un déplacement à Bournemouth pour la 17e journée de championnat, il s'effondre sur la pelouse en plein match. La rencontre est interrompue,.

### En équipe nationale
Le 14 novembre 2017, Tom Lockyer honore sa première sélection avec l'équipe du pays de Galles lors d'un match amical face au Panama (1-1).
Le 9 novembre 2022, il est sélectionné par Rob Page pour participer à la Coupe du monde 2022.

### Distinctions personnelles
- Membre de l'équipe-type de Championship en 2023.